# Hilário Conceição
Hilário Rosário da Conceição (Lourenço-Marquès, 1939. március 19. –)  portugál válogatott labdarúgó, edző.

## Pályafutása

### A válogatottban
1959 és 1970 között 40 alkalommal szerepelt a portugál válogatottban. Részt vett az 1966-os világbajnokságon.

## Sikerei, díjai
Sporting
- Portugál bajnok (3): 1961–62, 1965–66, 1969–70
- Portugál kupa (3): 1962–63, 1970–71, 1972–73
- Kupagyőztesek Európa-kupája (1): 1963–64

Portugália
- Világbajnoki bronzérmes (1): 1966